# Parietaria hespera
Parietaria hespera är en nässelväxtart som beskrevs av Hinton. Parietaria hespera ingår i släktet väggörter, och familjen nässelväxter. Utöver nominatformen finns också underarten P. h. californica.

## Bildgalleri

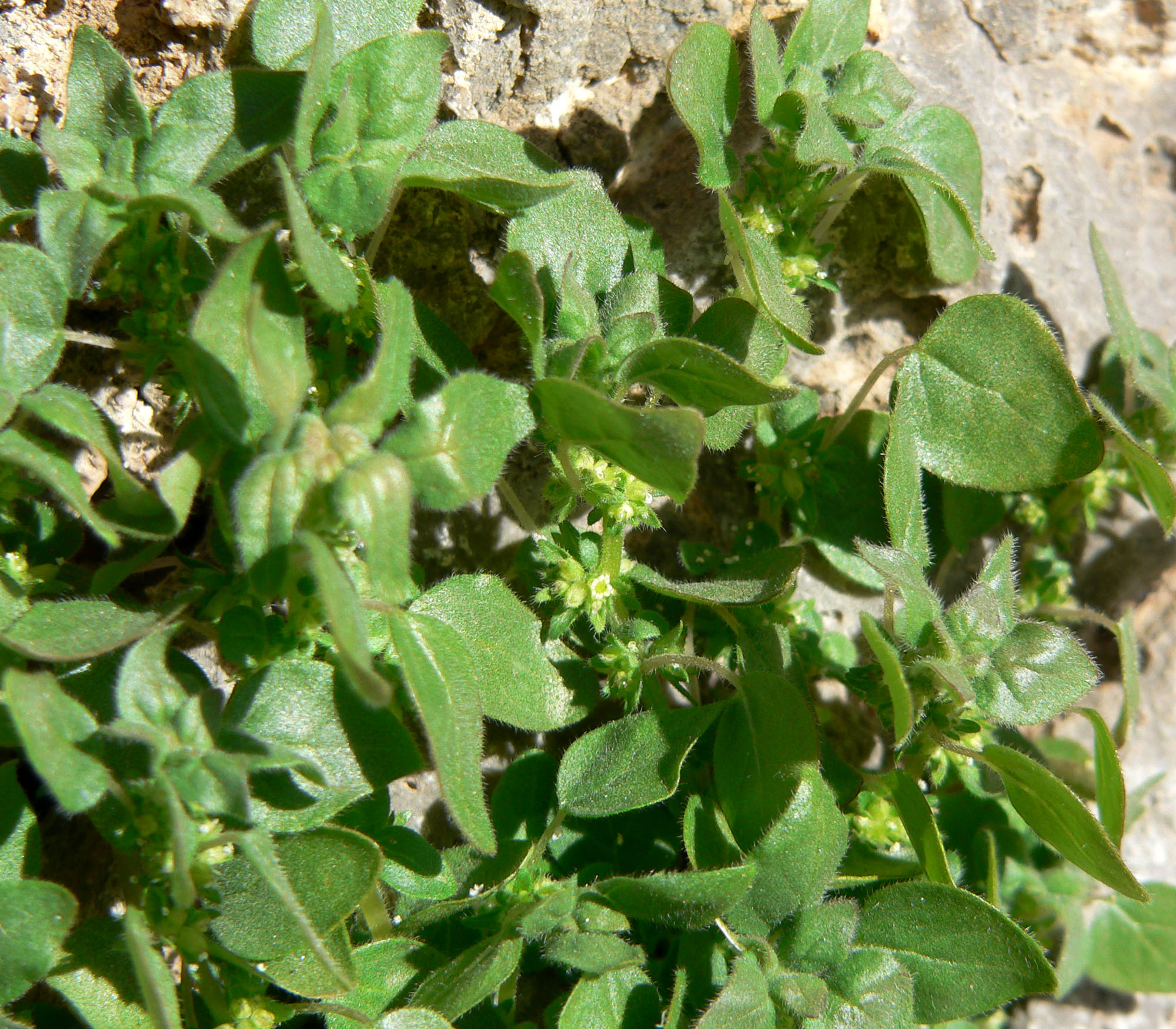
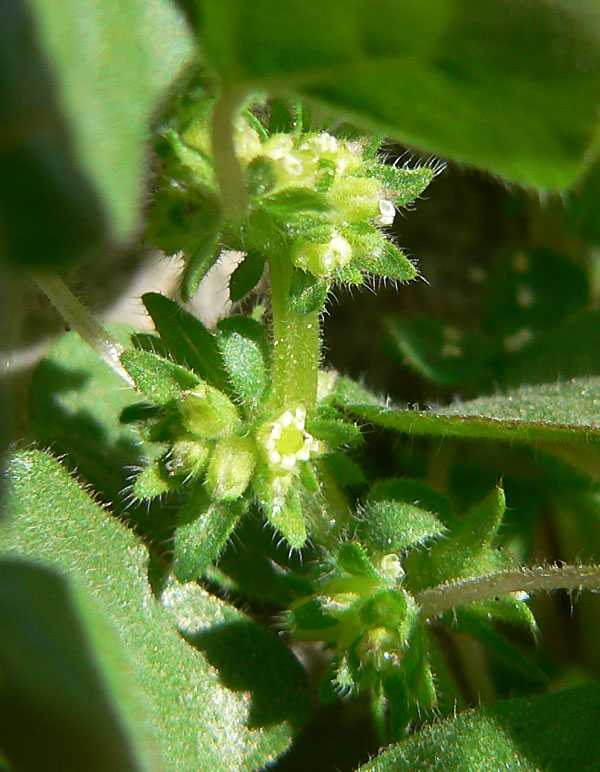